# Новая Воля (Ульяновская область)
Новая Воля — поселок в составе Большенагаткинского сельского поселения Цильнинского района Ульяновской области.

## География
Находится на расстоянии примерно 8 километров на север-северо-запад по прямой от районного центра села Большое Нагаткино.

## История
Поселок основан после Октябрьской революции в 1925 году. В поздние советские годы работал колхоз «Рассвет», позже одноимённое ТОО.
Поселок Новая Воля был основан в 1925 году. После победы Великой Октябрьской революции в 1917 году помещичьи земли в стране были переданы тем, кто их обрабатывает. Богдашкинские крестьяне при царе имели мало земли, и на вечное бесплатное пользование им была выделена часть земли Малонагаткинского и Михайловского помещиков. Эти земли располагались более 15 км от села Богдашкино. Такая отдаленность полей для крестьян была неудобна и некоторые из них стали подумывать о переселении на новое место, ближе к выделенной земле. В ноябре-декабре 1924 по этому вопросу состоялся сход, на котором для желающих добровольно переселиться на новые земли, были установлены некоторые льготные условия. В частности, в течение года они пользовались земельными участками и в Богдашкино, и на новом месте.
Первые семь семей покинули Богдашкино в 1925 году и поселились вокруг сохранившегося пруда по обеим сторонам. Среди этих семей Петр Тирменов, Федор и Афанасий Картузовы, Нагорнов Петр, Муртаков Алексей, Шатрашанов Андрей, Сяпуков Николай. Жители населенных пунктов Михайловки и Лопатино встретили новые семьи недружелюбно — не разрешали проезды по территории и не пропускали через мост. Спустя время отношения с соседями нормализовались. Переезжали в новый поселок до 1928 года.
С появлением поселка встал вопрос как его назвать. Алексей Муртаков настаивал дать ему название «Алексеевка», а Фёдор Нагорнов «Фёдорвка». Но сошлись все на том, чтобы назвать поселок Новая Воля.
В 1930 году здесь был организован колхоз, в который объединились сначала только восемь хозяйств. Общими силами, с помощью государства они подремонтировали пруд, посадили вокруг него деревья, построили амбар, конюшню. Перед началом войны в колхозе было 50 хозяйств. Колхоз набирал силу, люди стали жить лучше.
Среди жителей много орденоносцев.
Бруслина Евдокия Лукинична награждена орденом «Знак Почета», Бруслин Алексей Иванович, Бруслин Борис Федорович и Григорьев Анатолий Иванович являются Почетными гражданами Цильнинского района.
Галкин Евгений Игнатьевич награждён золотой и серебряной медалью ВДНХ и медалью «За трудовое отличие».
Муртаков Василий Алексеевич, Салюкин Василий Иванович имеют орден «Знак Почета».
Сяпуков Федор Николаевич — орденоносец трудового Красного знамени.
Талягин Василий Степанович имеет бронзовую медаль ВДНХ. Он же, а также: Толстов Лев Львович, Муртакова А. Г., Муртакова Ф. Н., Галкина О. И., Картузова А. А., Вражкина Е. И., Муртакова М. Я. являются тружениками тыла.
Орденом «Красной звезды» награждены участники Великой Отечественной войны Салюкин П.И, Галкин И. А., Муртаков Я. В., Цыганцов И. С.
«Орденом Отечественной войны» 2 степени награждён Картузов А. К.
Муртаков Н. А. имеет Орден «Красной звезды» и 2 медали «За Отвагу».
Выдающимися спортсменами являются В. Н. Эндюскин и А. Ф. Сяпуков

## Население
Население составляло 109 человек в 2002 году (чуваши 93 %), 128 по переписи 2010 года.